# (138095) 2000 DK79
(138095) 2000 DK79 est un astéroïde Amor aréocroiseur classé comme potentiellement dangereux. Il fut découvert par LINEAR à Socorro le 26 février 2000.